# علی میرزااستواری
 علی میرزااستواری  (زاده ۱۱ خرداد ۱۳۵۲) بازیکن سابق فوتبال اهل ایران است. 

## باشگاهی
وی سابقه بازی در تیم‌های برق شیراز، آدمیرا واکر، استقلال تهران، پاس تهران و پیکان تهران را دارد.

## تیم ملی
وی سابقه ۲ بازی تیم ملی فوتبال ایران نیز در کارنامه دارد.